# Koufra
Koufra (ou Khofra, Al Khofra, Al Kufrah, Kufra, en arabe : الكفرة) est une oasis de la municipalité d’Al-Koufrah située dans le sud-est de la Libye. Elle est notamment connue pour la bataille de Koufra remportée par la colonne Leclerc en 1941.

## Géographie
Très isolée dans le sud-est de la Libye, elle a la particularité d'être entourée de trois côtés par des dépressions.

## Histoire
Les Zuwayya, une des principales tribus arabes libyennes de Cyrénaïque et du Fezzan, ont conquis l'oasis de Koufra en 1840, soumettant les populations indigènes Toubous.

### Exploration européenne
En 1920-1921, Rosita Forbes est la première femme européenne à pénétrer dans l'oasis de Koufra.

### La Seconde Guerre mondiale
Au début de l’année 1941, la colonne Leclerc sous les ordres du colonel Philippe Leclerc attaque et prend Koufra qui faisait à cette époque partie de la Libye italienne. Il fait, avec ses hommes, le célèbre serment de Koufra : « Jurez de ne déposer les armes que lorsque nos couleurs, nos belles couleurs, flotteront sur la cathédrale de Strasbourg. » Ils tiendront ce serment en libérant Strasbourg le 23 novembre 1944 à la tête de la 2e division blindée.

### Le régime de Kadhafi
En novembre 2008, des affrontements violents ont eu lieu à Koufra entre la tribu arabe des Zuwayyas et l'ethnie Toubous, une population noire aussi présente au Tchad voisin.

### Première guerre civile (2011)
Le 24 février 2011, la ville de Koufra tombe entre les mains des opposants à Kadhafi lors de la première guerre civile libyenne en 2011.
Reprise par les forces loyalistes le 28 avril, des médias annoncent au 1er juillet que l'armée soudanaise a investi le site reprenant immédiatement l'exploitation pétrolière.
Officiellement la ville est passée sous le contrôle des troupes toubous du Conseil national de transition le 28 juillet 2011.

### Deuxième guerre civile (2014-)
En octobre 2016, la Brigade Sobol al-Salam, une milice salafiste zuwayya, attaque le groupe rebelle darfouri Mouvement pour la Justice et l'Égalité (MJE).
La situation est très tendue entre les Toubous et les Zuwayya. En 2017, 10 000 Toubous sont ainsi assiégés par les brigades Zuwayya.
Durant la deuxième guerre civile libyenne, les Zuwayya semblent être sous l'influence du madkhalisme, le courant du cheikh saoudien ultraconservateur salafiste Rabi al-Madkhali. Ainsi, tout à la fin de l'année 2017, ce dernier ordonne avec succès à la Brigade Sobol al-Salam, une milice salafiste zuwayya affiliée à l'ANL du maréchal Haftar, la destruction de El Tag (« la couronne »), où se situe le tombeau de Mohammed al-Mahdi al-Sanoussi, un des fondateurs de l’ordre sénoussiste,.
Deux commandants militaires influents des forces toubous sont Hassan Moussa et Ali Sidi. Ces derniers ont pu se battre dans des camps différents, comme en mars 2017 (ANL et Brigades de défense de Benghazi respectivement).
Dans le cadre de son opération contre les groupes de mercenaires étrangers dans le Sud, l'ANL a envoyé des unités en provenance de Benghazi, sous le commandement de Belqassim al-Abaj, un Arabe zuwayya qui avait tenu la ville avec les forces pro-Kadhafi jusqu'au début du mois de mai 2011. La force se joint à la brigade Sobol al-Salam, qui avait combattu les groupes de mercenaires tchadiens et chassé les groupes rebelles darfouri avec succès.
Selon le panel des experts de l'ONU sur la Libye, elle est impliquée dans le trafic d'êtres humains en provenance du Soudan. Les migrants seraient soumis à de mauvais traitements dans le camp d'al-Himayya à Koufra.

## Économie

### Agriculture

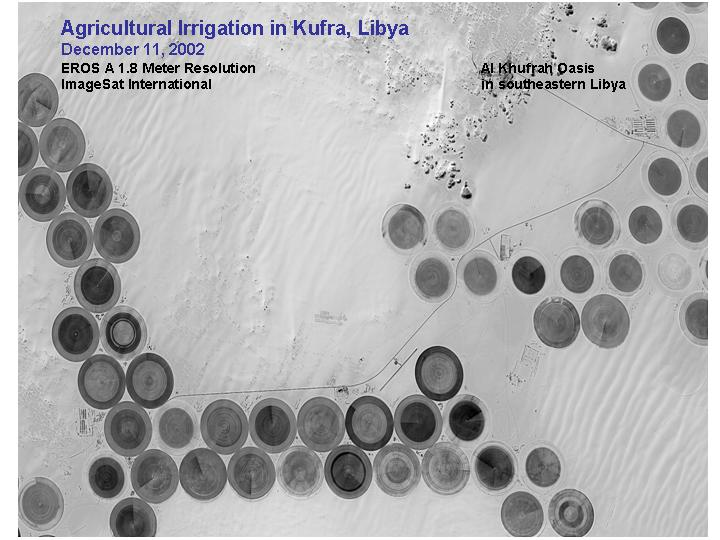
Vue satellitaire des cultures de Koufra.

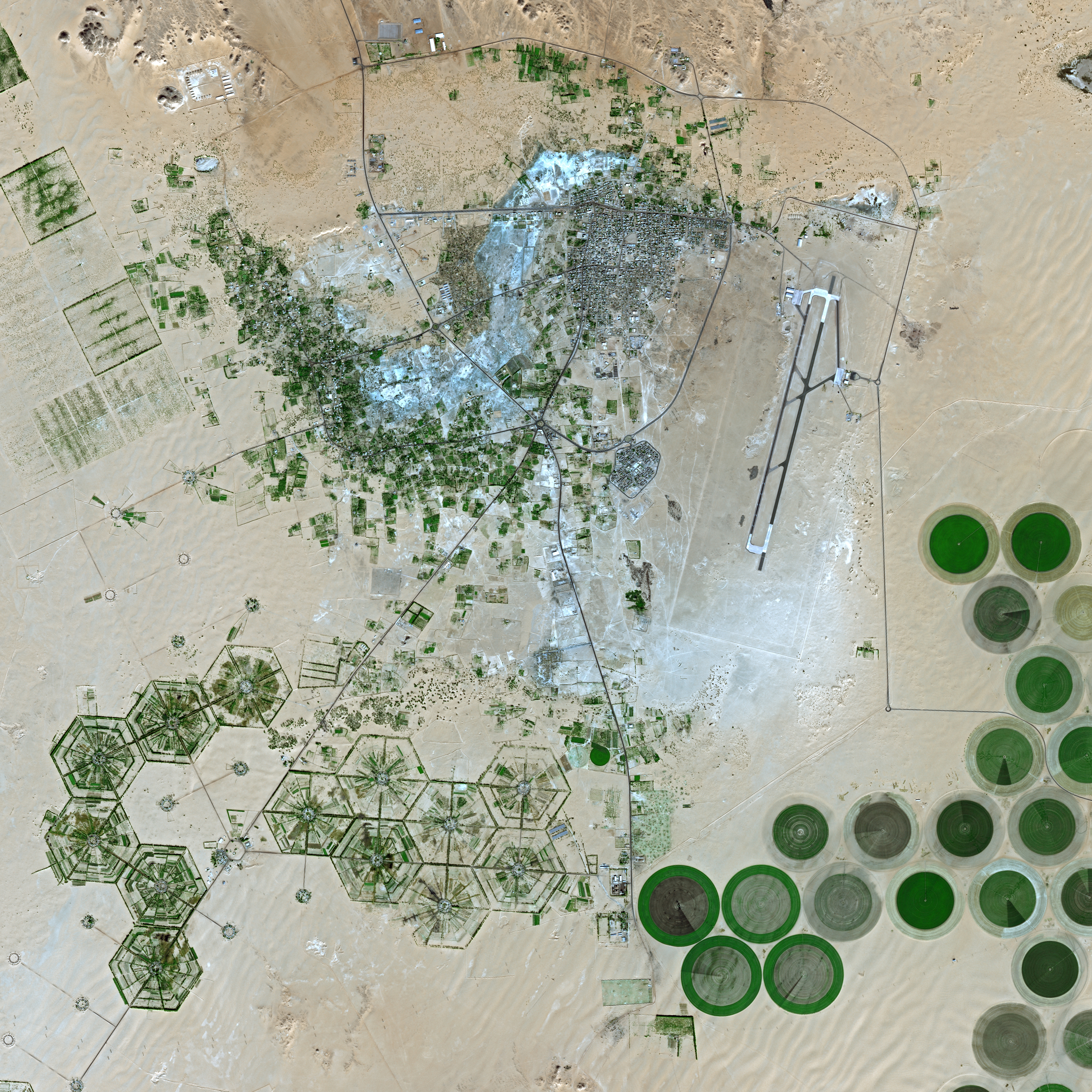
Koufra vue par le satellite SPOT.

L'État libyen a lancé à Koufra, lors de la phase 3 du projet « la grande rivière artificielle » de Kadhafi (1984-2007), un projet très étendu visant à développer l'agriculture dans les milieux désertiques. Il s'agit de l'irrigation de cultures grâce aux eaux souterraines fossiles, donc non renouvelables, seules sources aquifères de la région. L'irrigation se fait au travers d'un système radial.
Les cercles ainsi obtenus ont un diamètre d'environ un kilomètre et peuvent se voir depuis l'espace. Les vues aériennes ou satellites de ces champs circulaires sont régulièrement reprises.

## Administration
En 2018, le maire est Muftah Khalil.